# David E. Satterfield III
David Edward Satterfield III (Richmond, 2 dicembre 1920 – Richmond, 30 settembre 1988) è stato un politico statunitense, membro della Camera dei rappresentanti per lo stato del Texas dal 1965 al 1981.

## Biografia
David, figlio di Dave E. Satterfield, Jr., membro della Camera dal 1937 al 1945, è nato in una famiglia benestante a Richmond. Dal 1950 al 1953 è stato assistente procuratore, dal 1954 al 1956 è stato consigliere comunale di Richmond e dal 1960 al 1964 è stato membro della Camera dei delegati della Virginia.

## Risultati elettorali
- 1964 : Satterfield è stato eletto alla Camera dei Rappresentanti, con il 34.48% dei voti, sconfiggendo il repubblicano Richard D. Obenshain e gli indipendenti Edward E. Haddock e Stanley Smith.
- 1966 : Satterfield è stato rieletto all'unanimità.
- 1968 : Satterfield è stato rieletto con il 60,25% dei voti, sconfiggendo il repubblicano John S. Hansen.
- 1970 : Satterfield è stato rieletto con il 67,24% dei voti, sconfiggendo il repubblicano J. Harvie Wilkinson III e l'indipendente Ulrich Troubetskoy.
- 1972 : Satterfield è stato rieletto all'unanimità.
- 1974 : Satterfield è stato rieletto con il 88,53% dei voti, sconfiggendo l'indipendente Alan R. Ogden.
- 1976 : Satterfield è stato rieletto con il 88,06% dei voti, sconfiggendo Ogden.
- 1978 : Satterfield è stato rieletto con il 87,85% dei voti, sconfiggendo Ogden.